# Carmen (operă)
Carmen este o operă cu muzica compusă de Georges Bizet pe un libret de Henri Meilhac și Ludovic Halévy, după nuvela omonimă a lui Prosper Mérimée..
Opera Carmen a fost concepută de Bizet ca o lucrare de operă comică, care poate fi comparată, într-un anumit grad, cu idei tardiv aplicate muzical, ce fuseseră specifice mișcării artistice a orientalismului, mai ales prin faptul că întreaga acțiune are loc într-o Spanie imaginară.. Spre deosebire de Mérimée, Bizet a ales să o facă pe Carmen personajul principal al acestei povești, mergând împotriva tuturor „barierelor morale,” care au început a cădea masiv în epoca sa..
Premiera operei, care a avut loc la „Opéra Comique” din Paris, la 3 martie 1875, sub bagheta dirijorală a lui Adolphe Deloffre, nu a avut, la început, succesul scontat de compozitor, fapt care l-a afectat mult pe acesta. 
Totuși, adevăratul succes a avut loc la Bruxelles, la data de 2 ianuarie 1878, datorită interpretării minunate a sopranei americane Minnie Hauk, atunci o soprană dramatică de mare forță și impecabilă tehnică vocală, care, ulterior în carieră, a evoluat spre mezzo-soprană.. Stilul său de a cânta, foarte intens emoțional și excelent tehnic, a dus la un succes imediat al eroinei Carmen și a fost sursa faimei de durată a operei, care nu a avusese succes la premierea sa..
Mândria rănită și supărarea inițială pe care le-a suferit compozitorul francez au fost cu brio răzbunate postum, în mod strălucit, deoarece astăzi opera Carmen este una dintre cele mai interpretate piese de teatru liric din lume. Acțiunea nuvelei și operei se petrece în fosta fabrica de tutun din Sevilla (Real Fábrica de Tabacos, azi universitate), unde (în nuvela lui Prosper Merimee din 1847) subofițerul Don Jose Lizarrabengoa s-a îndrăgostit de frumoasa țigancă Carmen. Nuvela a stat apoi la baza libretului operei lui Bizet „Carmen”. 

### Actul I
Într-o piață din Sevilla, soldații se amuză pe seama trecătorilor. Le trezește interesul frumoasa Micaëla, o tânără de la țară, venită să-și caute iubitul, pe Don José. Apar muncitoarele de la manufactura de tutun. Între ele se remarcă senzuala Carmen, care încearcă să-l provoace pe Don José. Intâlnirea Micaëlei cu Don José prilejuiește rememorarea amintirilor legate de satul lor natal. La manufactură izbucnește un scandal, ce culminează cu arestarea lui Carmen. Ea îl vrăjește pe Don José și, în schimbul promisiunilor de a-l reîntâlni, acesta o ajută să fugă.

### Actul II
La hanul lui Lilas Pastia se întâlnesc, pentru a petrece, țigani și contrabandiști. Apariția toreadorului Escamillo le stârnește entuziasmul. Cucerit de farmecul frumoasei Carmen, Escamillo îi propune să-l urmeze; ea îl așteapta însă pe iubitul ei, Don José. Acesta vine, iar Carmen cântă și dansează pentru el. Conjunctura nu-i permite lui Don José să se mai întoarcă la garnizoană, fiind nevoit să se alăture contrabandiștilor.

### Actul III
Don José regretă că a dezertat, constatând, în plus, că nici Carmen nu-l mai iubeste. Aceasta îsi ghiceste în cărți, de unde afla că va muri curând. Micaëla îi aduce lui Don José vestea iminentei morți a mamei sale. El va trebui să plece, chinuit însă de gândul că, între timp, Carmen se îndrăgostise de Escamillo.

### Actul IV
Înainte de începerea coridei, Carmen și Escamillo își mărturisesc iubirea, în timp ce Don José, ascuns, îi urmărește. Cu toate insistențele lui Don José, Carmen refuză categoric să-l urmeze, iar el, înnebunit de gelozie, o ucide.